# Corrente dell'Islanda orientale

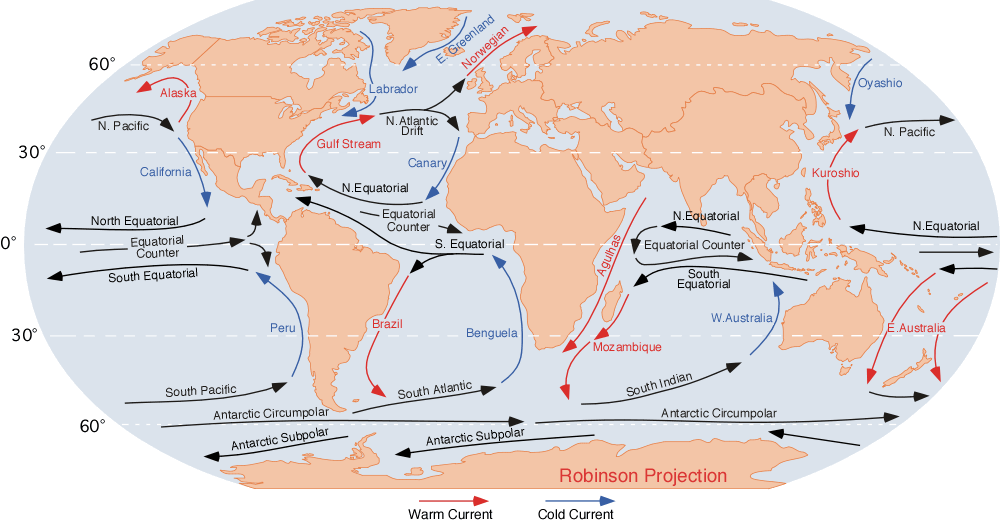
Le principali correnti oceaniche

La corrente dell'Islanda orientale è una corrente oceanica fredda che si forma a est della Groenlandia attorno alle coordinate 72°N e 11°W, come diramazione della corrente della Groenlandia orientale che si fonde con la corrente di Irminger, fluendo verso sud fino a quando incontra la parte nordorientale dell'Islanda. A questo punto fa una rapida rotazione in senso antiorario fluendo verso est lungo la dorsale Islanda-Fær Øer prima di virare verso nord e fluire nel Mar di Norvegia.
La corrente ha una velocità media di 6 centimetri al secondo, con un picco di velocità massima di 10 centimetri al secondo quando il flusso vira verso est.

## Il fronte Islanda-Fær Øer
Quando questa corrente fluisce verso sud lungo il bordo orientale dell'Islanda, le acque poco dense vengono in contatto con le più dense acque dell'Oceano Atlantico che si muovono in direzione nord. Quando le acque entrano in contatto, la loro differente densità ne impedisce il mescolamento, per cui si muovono entrambe verso est lungo la dorsale Islanda-Fær Øer che connette le masse di entrambe le isole.
La dorsale inoltre impedisce il mescolamento delle due masse d'acqua perché nel suo punto più profondo si trova a 500 metri al di sotto della superficie e produce il fronte Islanda-Faeroer. Un profilo al di sotto della superficie mostra che il fronte è localizzato quasi direttamente al di sopra della dorsale e non percorre grandi distanze.
La dorsale è piuttosto frastagliata e irregolare, provocando delle escursioni della corrente che seguono la batimetria del fondale marino nelle acque dell'Atlantico. Queste escursioni sono maggiormente pronunciate entro i 100 metri dalla superficie, ma possono essere rintracciate fino a 400 metri di profondità.
Quando la corrente dell'Islanda orientale inizia a muoversi verso nord, il fronte rimane al bordo occidentale, evitando il mescolamento tra le acque dell'Artico e quelle dell'Atlantico. Il fronte può muoversi sia verso est che verso ovest, in funzione del volume d'acqua che la corrente contiene in un dato periodo.

## Formazione di ghiaccio marino superficiale
La formazione di ghiaccio nella corrente dell'Islanda orientale è fortemente dipendente dalla salinità dell'acqua che scorre al suo interno.
L'acqua che fluisce verso sud è sostanzialmente acqua dolce e molto fredda (tipicamente 1 °C - 3 °C), mentre l'acqua proveniente dall'Atlantico che fluisce verso nord è più calda (4 °C - 11 °C) e più salata. Il ghiaccio può formarsi sullo strato superiore della corrente solo se la salinità è al massimo di 34,7 psu. Pertanto l'acqua non molto densa può ghiacciare più rapidamente. Se la salinità è superiore a 34,8 psu, l'acqua risulterà troppo salina e densa per congelare.